# Gérard Hirigoyen
Pour les articles homonymes, voir Hirigoyen.
Gérard Hirigoyen, né en 1948 à Bordeaux, est un économiste et gestionnaire français.

## Biographie
Gérard Hirigoyen obtient un premier doctorat d'État en sciences économiques à l'université Bordeaux-I en 1978, ; son travail doctoral est retenu pour un prix de thèse et une subvention du ministère. Son travail était : Contribution à la connaissance du système français de prévision de l'emploi à court terme sous la direction de Jean-Guy Mérigot.
Sous l’impulsion du professeur Jean Mérigot, il commence à s’intéresser aux sciences de gestion et obtient dès 1979, un diplôme d’études approfondies en gestion des organisations avec mention et en 1984, un second doctorat d'État en sciences de gestion. Son travail était : Contribution à la connaissance des comportements financiers des moyennes entreprises industrielles familiales.
Gérard Hirigoyen obtient le titre de Professeur des universités à l’issue du concours d’agrégation de Sciences de Gestion de 1984.

## Carrière
Après avoir occupé pendant 12 ans la fonction de directeur de l’Institut régional de gestion et d'administration des entreprises de Bordeaux (nom précédent de l'IRGO), puis pendant 5 ans la présidence de l’université Montesquieu-Bordeaux IV.
Il est directeur de l'Équipe de recherche sur les entreprises familiales et financières.
Dans le cadre de ses fonctions académiques, il a également été président du Conseil national des universités (CNU) et il a été membre du jury d'agrégation pour la section Gestion à trois reprises. Il a présidé cinq fois le jury d’agrégation du CAMES.
Il a acquis sa notoriété à la suite de nombreux travaux précurseurs en finance et en gouvernance des entreprises familiales. À ce jour, il a assumé la direction d’une soixantaine de thèses (comprenant aussi bien les doctorats de 3e cycle, d'État et nouveau régime). De nombreux professeurs, maîtres de conférence et cadres supérieurs, en France et à l’étranger, se réclament ainsi de son École.
Membre du « Advisory Council of the Indian Institute of Finance »
Membre du conseil scientifique de « Family Business Network »
Membre du « Family Firm Institute »

## Recherches et centres d’intérêt
Les entreprises familiales et la gouvernance constituent le champ d’étude privilégié et le thème unificateur des recherches du professeur Hirigoyen.
Toutefois, l’ensemble de ses travaux couvre la plupart des disciplines de la gestion :
- la finance (son champ d’intérêt principal)
- la gouvernance des organisations et l'éthique
- la politique générale et la théorie des organisations
- le management et les ressources humaines

## Récompenses et distinctions
- Chevalier de la Légion d'honneur
- Commandeur de l'ordre des Palmes académiques
- Officier international des Palmes académiques du CAMES
- Membre de la Real Academia de Doctores de Barcelona
- Docteur honoris causa de l'université nationale agraire La Molina (Lima)
- Docteur honoris causa de l'université de l’Amazonie péruvienne (Iquitos – Pérou)
- Docteur honoris causa de l'université Saint-Clément d'Ohrid de Sofia
- Lauréat du prix Zerilli-Marimo 2015 de l'Académie des sciences morales et politiques.

## Publications
Le professeur Gérard Hirigoyen a rédigé une quarantaine d’articles de recherche dans des revues académiques à comité de lecture ainsi qu’une douzaine d’ouvrages, dont certains en collaboration avec d’autres chercheurs.
Ci-dessous quelques-unes de ses plus récentes contributions :
- Création de valeur et gouvernance de l’entreprise, 3e édition, en collaboration avec Jérôme Caby, Economica, 2005
- « Approche comparative des modes de gouvernance en Europe », in Mélanges en l’honneur du Professeur Gautron, « les dynamiques du droit européen en début de siècle », Éditions Pédone, 2004.
- « Biais comportementaux dans l'entreprise familiale : antécédents et impacts », in Économies et sociétés, Série « Économie de l'entreprise », 2008.
- « Concilier finance et management dans les entreprises familiales », in Revue française de gestion, 2009.
- « Governance of Family Businesses », in Handbook of Top Management Teams, Palgrave McMillan, 2010.
- « The role of regret in the owner-manager decision-making in the family business », in Journal of Family Business Strategy, vol 3, pp 118-126, 2012.